# Lobopodia
Pour les pseudopodes, voir lobopode.
Lobopodiens
Clade
Synonymes
- Lobopoda Cavalier-Smith (1998)

Les lobopodiens, membres du groupe informel Lobopodia (du grec, signifiant « pied pataud »), ou de l'ancien embranchement Lobopoda Cavalier-Smith (1998), sont des panarthropodes possédant des pattes trapues appelées  lobopodes, terme aussi utilisé comme nom pour le groupe tout entier,. Bien que la définition des lobopodiens varie selon les auteurs, le terme renvoie habituellement à un groupe de panarthropodes vermiformes à corps mous fossiles comme Aysheaia et Hallucigenia.
Le plus ancien fossile de lobopodiens à peu-près complet date du Cambrien inférieur ; on en connaît dans des Lagerstätten de l'Ordovicien, du Silurien et du Carbonifère,,. Certains présentent des griffes, des plaques ou des épines dures, qui sont couramment conservées comme microfossiles carbonés ou minéralisés dans les strates cambriennes,

## Définition

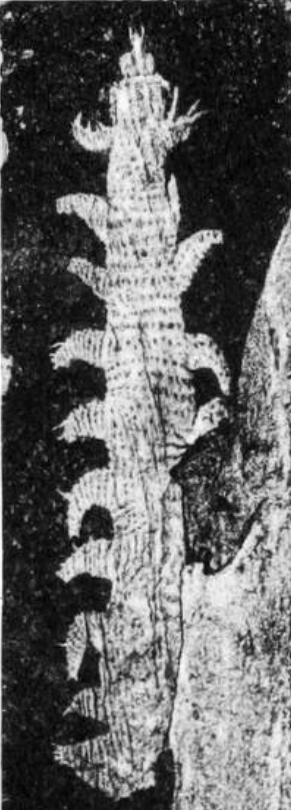
Fossile complet d’Aysheaia pedunculata montrant sa morphologie générale.

L'extension du concept de Lobopodien diffère selon les auteurs. Dans son sens le plus fréquent et le plus limité, il renvoie à un taxon de panarthropodes vermiformes possédant des lobopodes, principalement du Cambrien — par exemple Aysheaia, Hallucigenia et Xenusion (en), traditionnellement réunis dans la classe des xenusides (en). Les genres de dinocaridides Pambdelurion et Kerygmachela peuvent aussi être considérés comme des lobopodiens,, sous le nom de « lobopodiens à branchies ». Selon cette définition, « Lobopodia » n'est composé que de taxons éteints et est largement accepté comme un groupe informel, paraphylétique, coiffant trois embranchements des panarthropodes : Onychophora (les vers de velours), Tardigrada (les oursons d'eau) et Arthropoda (les arthropodes),,,,,. 
Une définition plus large des lobopodiens y intègrerait aussi Onychophora et Tardigrada,,, qui possèdent aussi des pattes lobopodiennes. « Lobopodia » peut aussi renvoyer à un clade-frère des arthropodes qui ne serait composé que de Tardigrada et Onychophora. Lobopodia comprend aussi parfois Pentastomida, un groupe de panarthropodes parasites qui s'est révélé être un taxon de Crustacés hautement spécialisés,. La définition la plus large propose un super-embranchement monophylétique Lobopodia qui serait équivalent à Panarthropoda,.

## Taxons représentatifs
Les genres les plus connus sont Aysheaia, découvert au Canada dans les schistes de Burgess, et Hallucigenia, connu à la fois dans les schistes de Maotianshan au Yunnan et dans les schistes de Burgess. Aysheaia pedunculata possède apparemment une morphologie basale pour un lobopodien — une cuticule nettement annelée, une ouverture buccale à une extrémité, des appendices frontaux spécialisés et des lobopodes trapus terminés par des griffes. Hallucigenia sparsa est devenu célèbre pour l'histoire de son interprétation — il a d'abord été reconstruit avec de longues pattes comme des échasses et de mystérieuses protubérances dorsales, et longtemps considéré comme un exemple des morphologies bizarres expérimentées par la nature au cours du Cambrien. D'autres découvertes ont ensuite montré que cette reconstruction retournait l'animal : en interprétant les « échasses » comme des pointes dorsales, les protubérances « dorsales » charnues deviennent des lobopodes allongés. Des reconstructions plus récentes ont même inversé l'avant et l'arrière de l'animal : la trace bulbeuse interprétée comme une tête était en fait le contenu de son tube digestif expulsé par l'anus,.
Microdictyon est un autre genre célèbre ressemblant à Hallucigenia, mais au lieu d'épines, il a des paires de plaques, souvent retrouvées désarticulées parmi les petits fossiles coquilliers (SSF). Xenusion (en) est le fossile le plus ancien connu parmi les lobopodiens décrits, remontant à l'étage 2 du Cambrien,. Luolishania est un exemple classique de lobopodien possédant de multiples paires d'appendices spécialisés. Les lobopodiens à branchies Kerygmachela et Pambdelurion mettent en lumière les relations entre ce groupe et les arthropodes, car ils possèdent à la fois des affinités avec les lobopodiens et des caractères liés au groupe-racine des arthropodes,.

## Morphologie

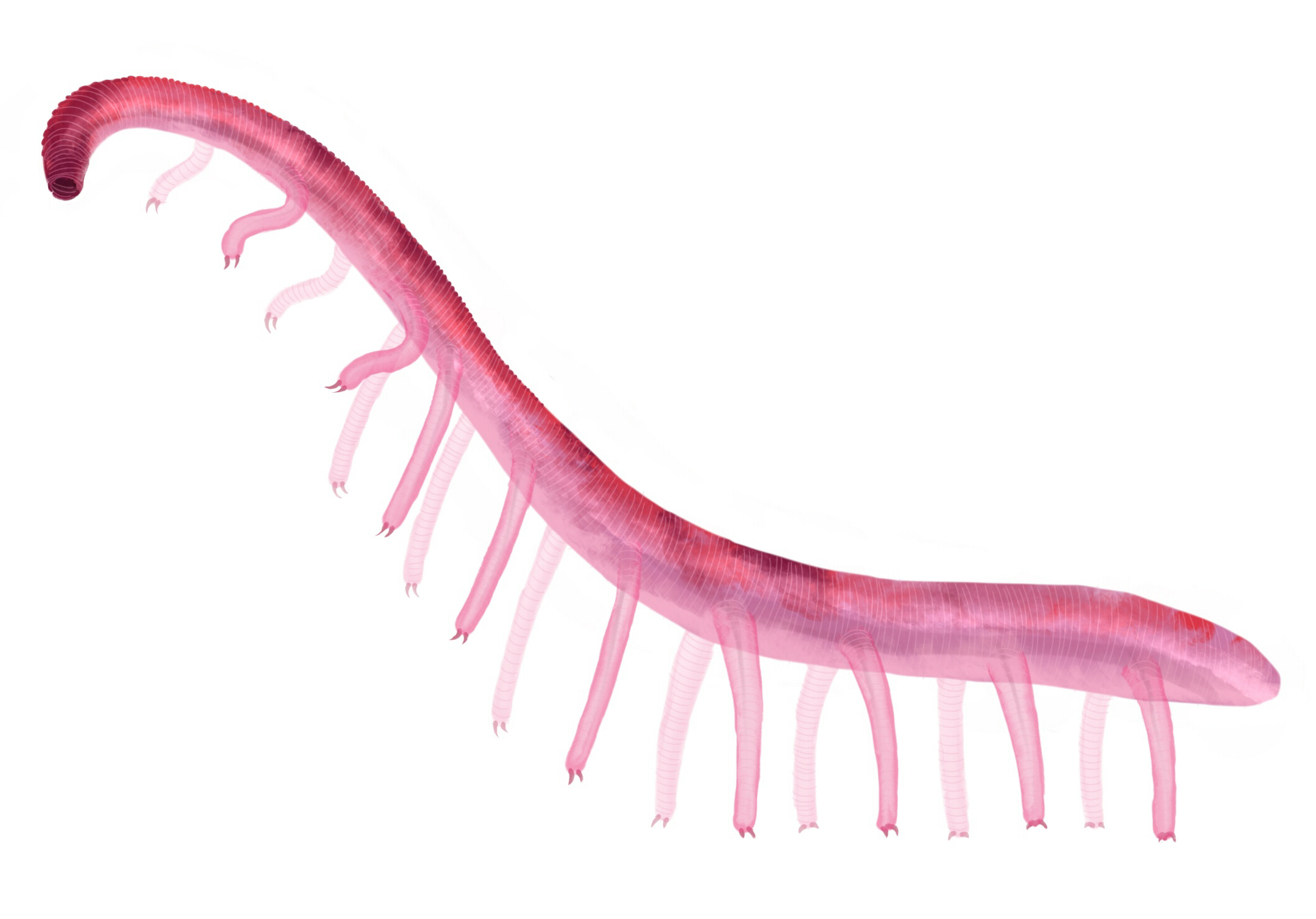
Restitution paléoartistique de Paucipodia inermis.
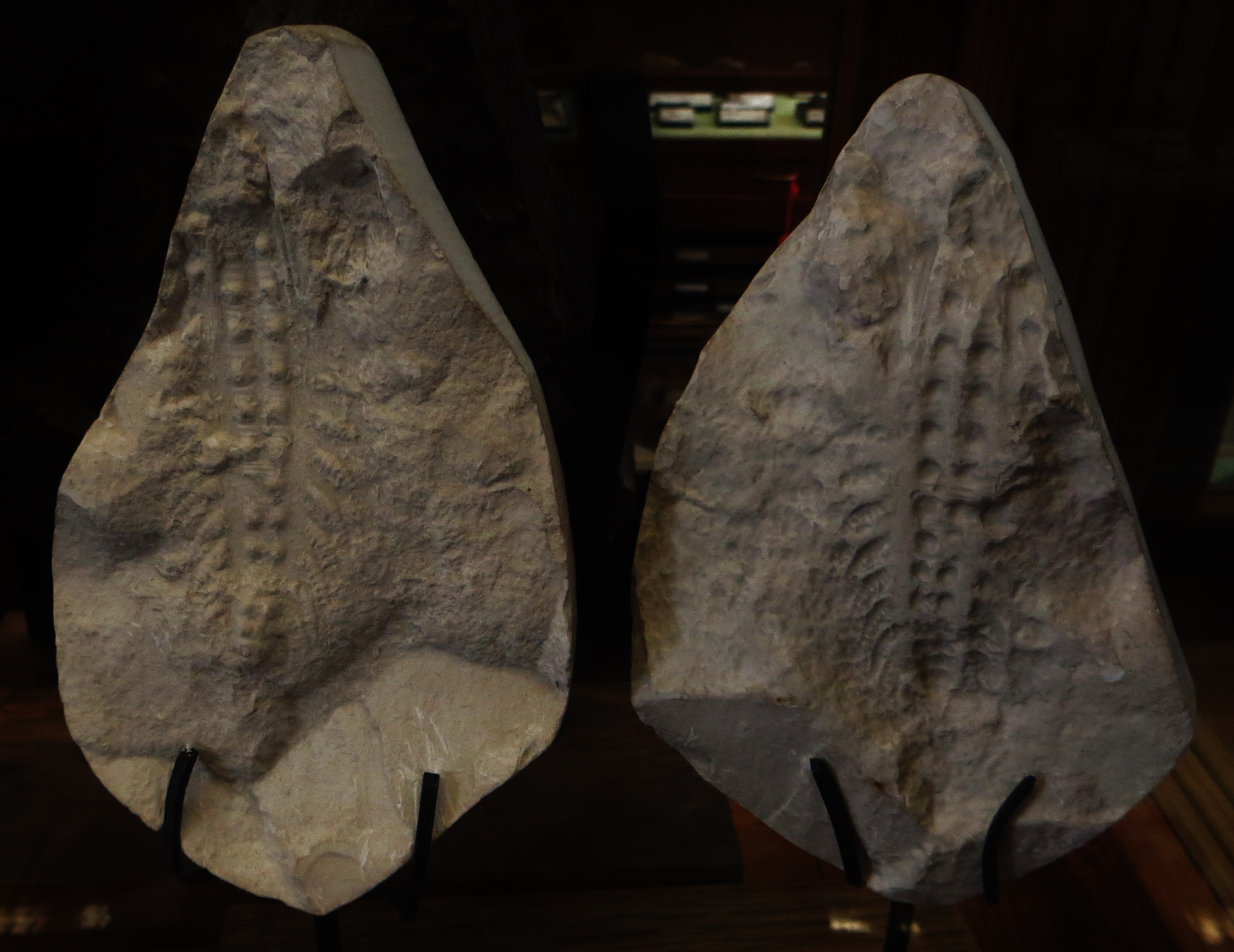
Fossiles de Xenusion (en), un lobopodien qui pourrait avoir atteint 20 cm.

La plupart des lobopodiens ne dépassent pas quelques centimètres de long, mais certains genres ont dépassé 20 cm. Leur corps est annelé, même si les anneaux sont parfois difficiles à voir en raison de leur finesse (~0,2 mm) et du manque de relief des fossiles. le corps et les appendices sont de section circulaire.

### Lobopodes

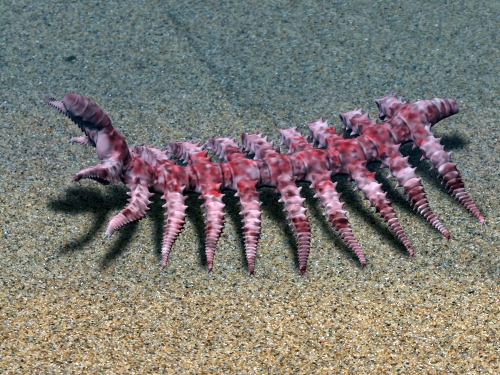
Diania cactiformis, un lobopodien aux lobopodes épineux et inhabituellement robustes.

Les membres des lobopodiens, appelés lobopodes ou membres lobopodiens, sont grossièrement coniques, s'effilant du corps jusqu'à leur extrémité griffue, ou non-griffue,,,. Les pattes les plus longues et les plus robustes sont habituellement celles du milieu du tronc, celles de l'avant et de l'arrière étant plus grêles. Les griffes, quand il y en a, sont légèrement courbes et leur longueur est grossièrement proportionnelle à celle du membre qui les porte. Dans certains genres, les lobopodes peuvent porter des structures supplémentaires comme des épines (par exemple Diania), des excroissances charnues (par exemple Onychodictyon), ou des tubercules (par exemple Jianshanopodia). Il n'y a aucun signe d'arthropodisation (développement d'un exosquelette dur et segmentation des appendices des panarthropodes) chez les lobopodiens connus, même pour ceux qui appartiennent au groupe-racine des arthropodes (par exemple les lobopodiens à branchies et les siberides), et l'arthropodisation soupçonnée des membres de Diania est considérée comme une mauvaise interprétation,.

### Tête

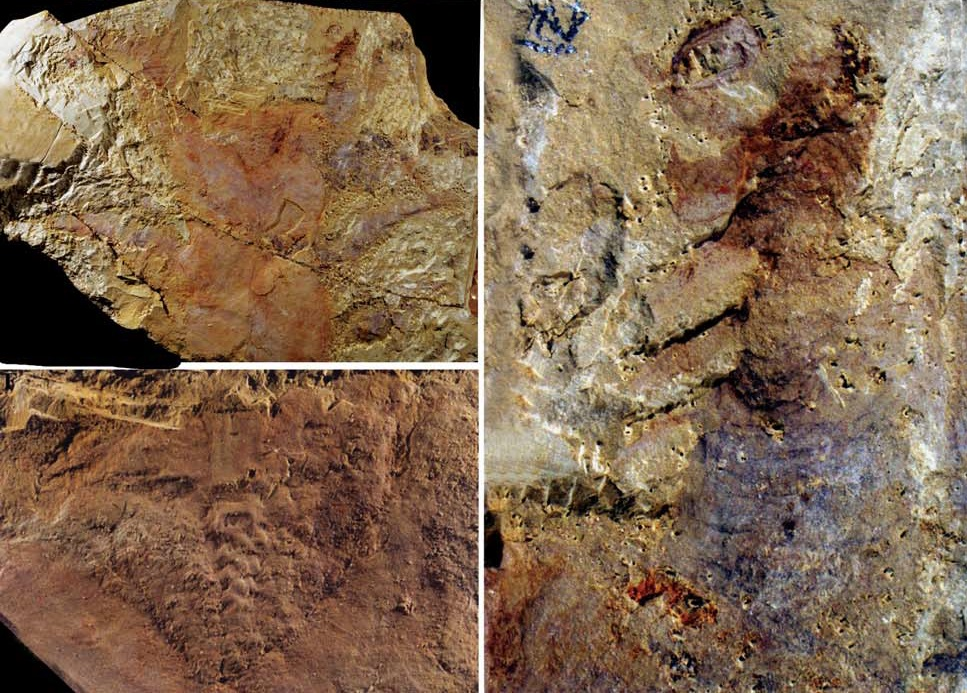
Fossile de Jianshanopodia decora, montrant la tête (en haut à gauche), comportant un appendice frontal robuste (détail à droite) et un pharynx muni de rangées de dents (détail en bas à gauche).

La tête est plus ou moins bulbeuse et peut porter une paire d'appendices pré-oculaires protocérébraux – par exemple des antennes primaires,,, ou des appendices frontaux bien développés,,, bien distincts des lobopodes du tronc, (à l'exception d’Antennacanthopodia, qui a deux paires d'appendices sur la tête au lieu d'une). La bouche peut comporter des rangées de dents,,,, ou un proboscis conique,. Les yeux peuvent être représentés par une ou plusieurs paires d'ocelles simples, comme on le voit chez Paucipodia, Luolishania, Miraluolishania (en), Ovatiovermis, Onychodictyon, Hallucigenia et peut-être aussi Aysheaia. Chez les lobopodiens à branchies comme Kerygmachela, les yeux sont cependant des taches réflectrices relativement complexes,.

### Tronc
Le tronc est allongé et constitué de nombreux segments (métamères) porttant chacun une paire de lobopodes, mais la limite des segments n'a pas de signification externe comme chez les arthropodes. Ces segments peuvent porter d'autres structures comme des tubercules (par exemple chez Hadranax (en) et Kerygmachela), des sclérites épineuses ou en forme de plaques (par exemple chez les lobopodiens cuirassés) ou des palettes natatoires (chez les lobopodiens à branchies, par exemple,). La différentiation des appendices du tronc est rare, sauf chez les luolishanides et les hallucigenides, ou beaucoup de paires de lobopodes antérieurs sont nettement plus minces que celles de l'arrière,. Le tronc peut se terminer par une paire de lobopodes (par exemple chez Aysheaia et Hallucigenia) ou une extension ressemblant à une queue (par exemple chez Siberion et  Jianshanopodia),.

### Structures internes

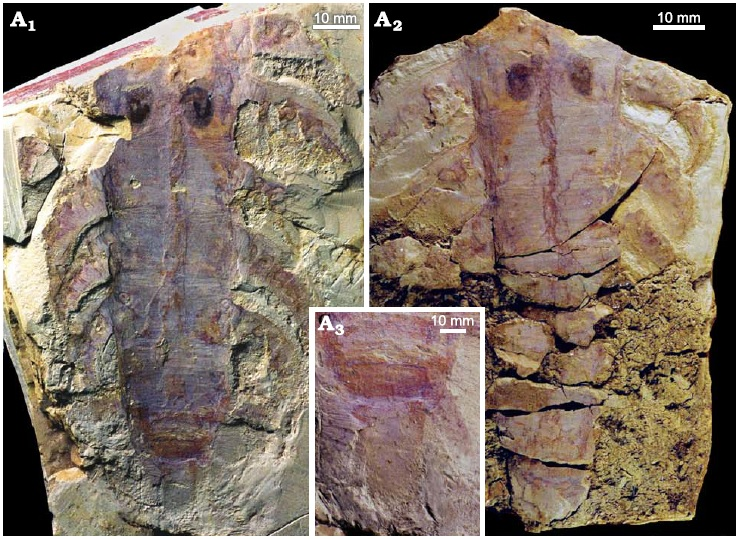
Région postérieure du tronc de Jianshanopodia decora, montrant des traces des lobopodes, des diverticules de l'intestin et une extrémité terminale en lobe.

L'intestin des lobopodiens est souvent droit et indifférencié. Certains spécimens ont l'intestion rempli de sédiments. Cet intestin est constitué d'un tube central sur toute la longueur du tronc de l'animal, sans beaucoup varier en largeur — en tous cas pas systématiquement. Cependant dans certains groupes, spécifiquement les lobopodiens à branchies et les siberides, l'intestin est entouré par une série de paires de diverticules en forme de reins (des glandes digestives),,. Chez certains spécimens, une partie de l'intestin est parfois fossilisé en trois dimensions. Ceci ne peut pas provenir de la phosphatisation (en), habituellement responsable de ce phénomène car le contenu en phosphate de l'intestin des lobopodiens est inférieur à 1% ; on y trouve du quartz et de la muscovite. L'intestin de  Paucipodia est plus large au milieu du tronc. Il est lâchement fixé dans la cavité corporelle et peut donc être flexible.

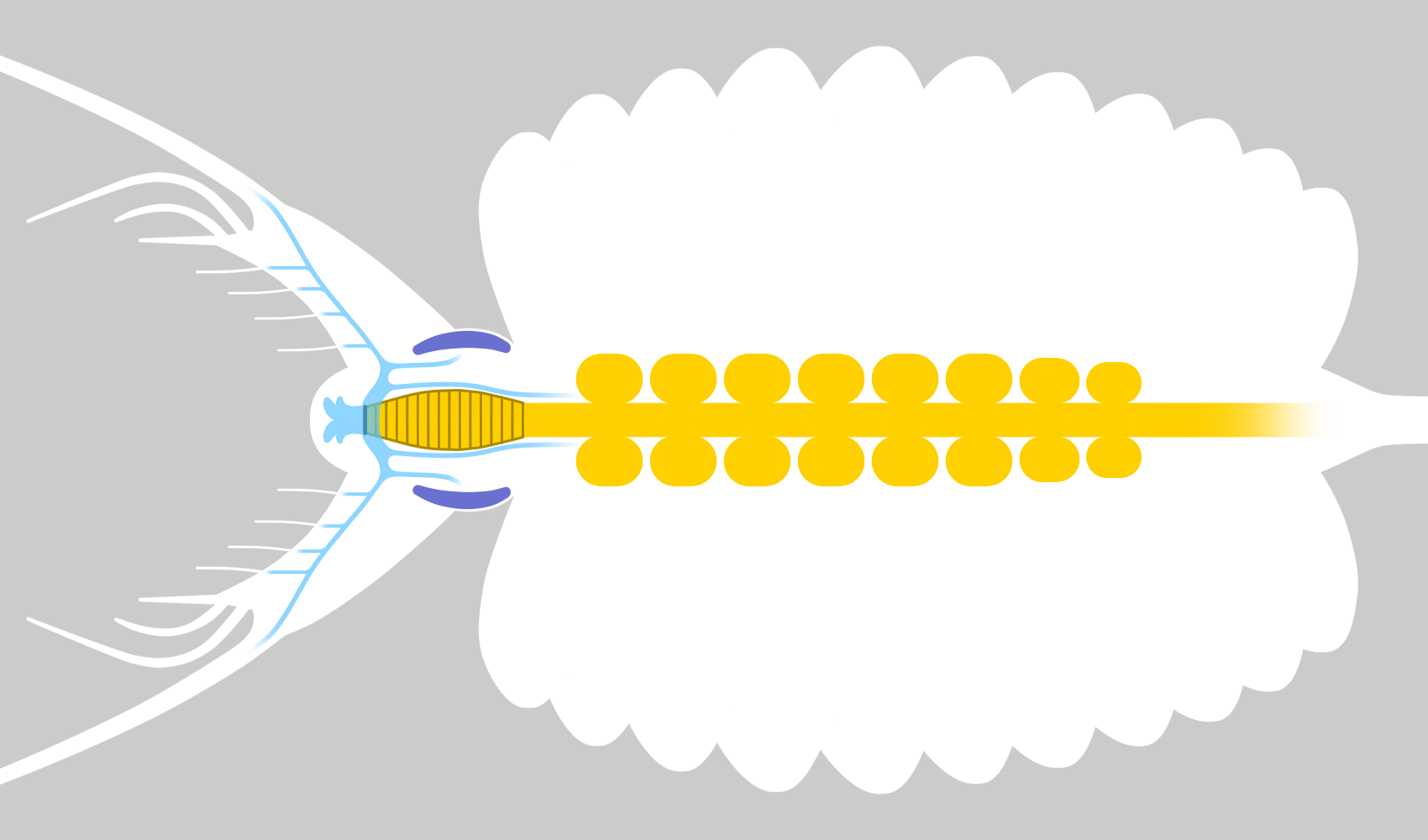
Yeux (bleu foncé), système nerveux central (bleu léger) et système digestif (jaune) de Kerygmachela.

On ne sait pas grand-chose de l'anatomie nerveuse des lobopodiens en raison de la rareté et de l'ambiguïté des preuves fossiles. On a peut-être trouvé des traces de cerveau chez Megadictyon et de corde nerveuse ventrale (en) chez Paucipodia,. La première existence avérée de structures nerveuses provient du lobopodien à branchies Kerygmachela dans une étude de 2018 — il présente un cerveau composé seulement d'un protocerebrum (en) (la partie la plus frontale du ganglion cérébral des panarthropodes) directement connecté aux nerfs des yeux et des appendices frontal, ce qui suggère l'origine protocérébrale de la tête des lobopodiens et des panarthropodes.
Chez certains ecdysozoaires actuels comme les priapulides et les onychophores, il existe une couche externes de muscles circulaires et une couche interne de muscles longitudinaux (les onychophores ont aussi une couche intermédiaire de muscles obliques entre les deux autres). Mais la musculature du lobopodien fossile Tritonychus (en) présente le schéma opposé : ce sont les muscles extérieurs qui sont longitudinaux et les muscles intérieurs sont circulaires.

## Types de lobopodiens
Les lobopodiens peuvent être classés en différents types selon leur morphologie externe — par exemple le taxon général vermiforme comme xenusides (en), les xenusides possédant des sclérites comme « lobopodiens cuirassés » et les taxons possédant à la fois des appendices frontaux robustes et des palettes latérales comme « lobopodiens à branchies ». Certains de ces types ont été définis à l'origine dans un sens taxonomiques (par exemple les xenusides comme la classe Xenusia), mais aucun d'eux n'est généralement accepté comme monophylétique par les études ultérieures,,.

### Lobopodiens cuirassés
Les lobopodiens cuirassés sont les xenusides (en) porteurs de rangées de sclérites comme des épines ou des plaques le long de leur tronc (par exemple Hallucigenia, Microdictyon et Luolishania) ou sur leurs lobopodes (par exemple Diania). Par contraste, les lobopodiens sans sclérites sont parfois appelés « lobopodiens non-cuirassés »,. Ces sclérites ont été interprétées comme ayant un rôle d'armure protectrice ou de points de fixation pour les muscles,. Dans certains cas, seuls les sclérites désarticulées de l'animal ont été préservées au sein des petits fossiles coquilliers (SSF). Certaines études ont suggéré que les lobopodiens cuirassés étaient liés aux onychophores et pourraient même représenter un clade, mais leur position phylogénétique dans les études ultérieures est controversée (voir plus bas).

### Lobopodiens à branchies

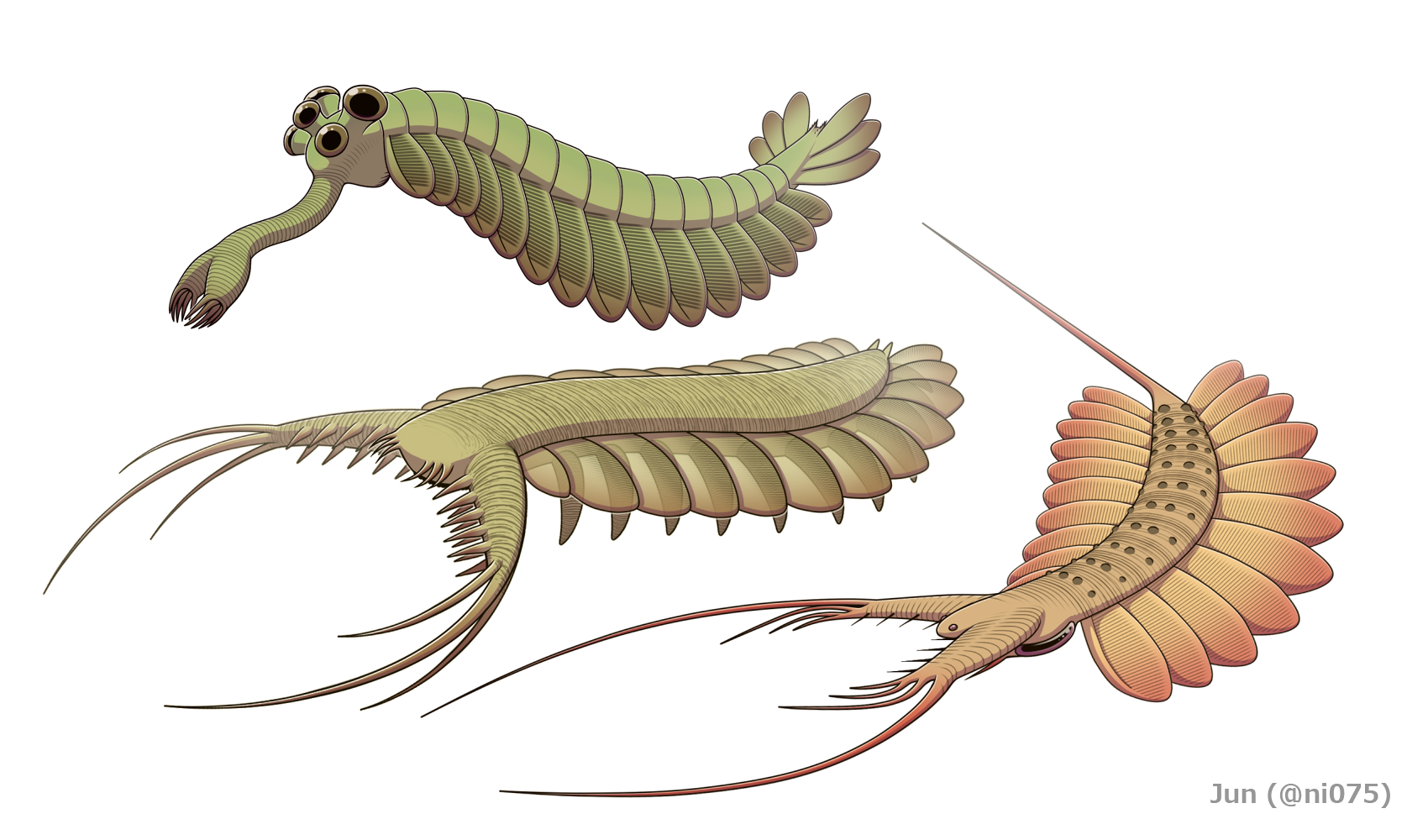
Les lobopodiens à branchies Opabinia (en haut), Pambdelurion (en bas à gauche) et Kerygmachela (en bas à droite).

Les dinocaridides proches des lobopodiens (du fait de caractères communs comme les anneaux et les lobopodes) sont appelés « lobopodiens à branchies ». Ces formes présentent une paire de palettes sur chaque segment du tronc, mais pour le reste ne montrent aucun signe d'arthropodisation — par contraste avec les dinocaridides dérivés comme les Radiodonta (en) qui ont des appendices frontaux robustes et sclérotisés. Les lobopodiens à branchies comptent au moins deux genres :  Pambdelurion et Kerygmachela. Opabinia peut aussi être placé dans ce groupe au sens large,, bien que la présence de lobopodes dans ce genre ne soit pas définitivement prouvée. Omnidens (en), un genre connu seulement par un appareil buccal proche de celui de Pambdelurion, pourrait aussi être un lobopodien à branchies. Les palettes latérales pourraient avoir eu une double fonction d'appendices natatoires et de branchies et sont peut-être homologues des palettes dorsales des radiodontes et des exopodes des arthropodes,. 
La nature de lobopodiens de ces genres est encore contestée. Ils sont cependant largement acceptés comme un groupe-racine des arthropodes basal des radiodontes,,,.

### Siberionet les genres similaires

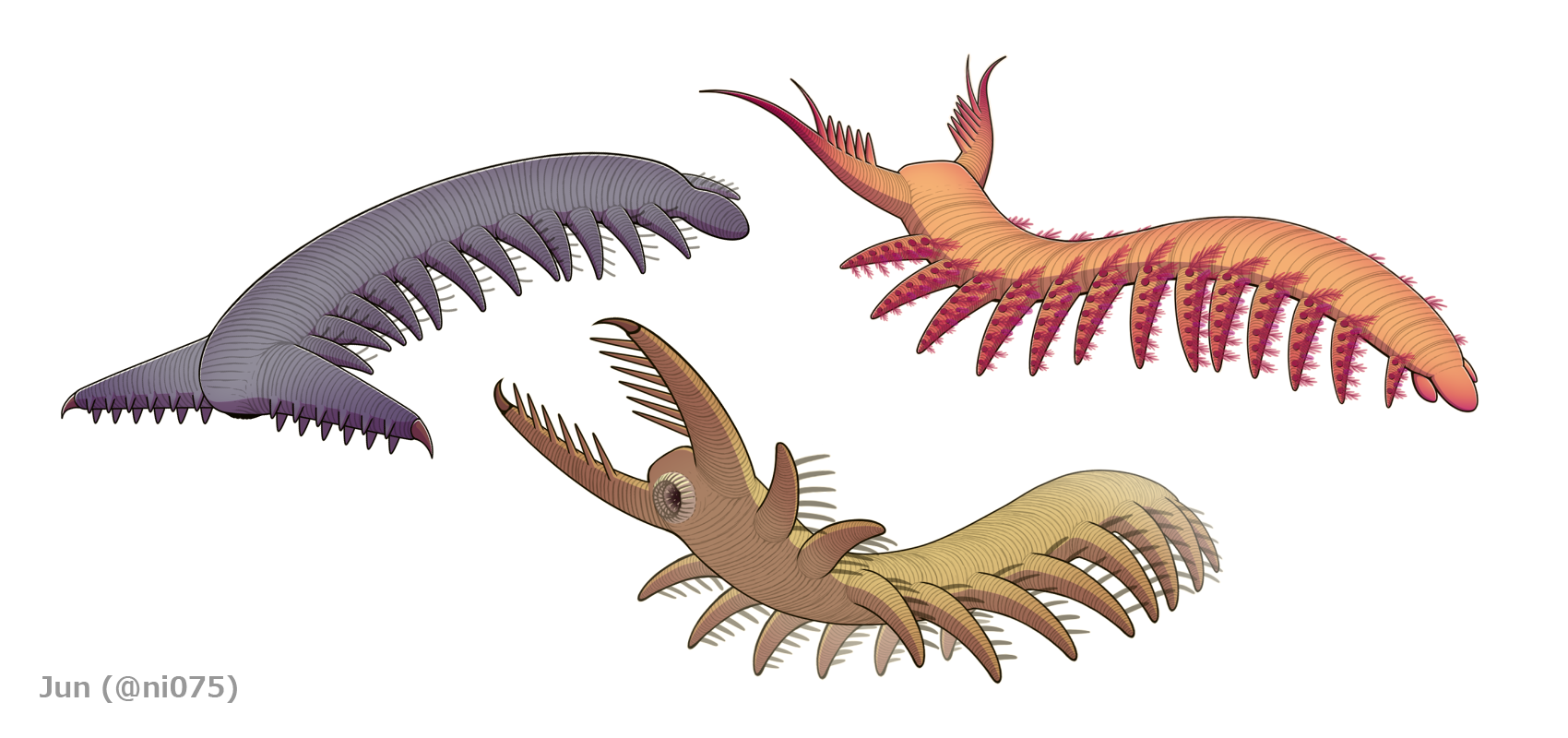
Les lobopodiens sibéridés Siberion (en haut à gauche), Megadictyon (au centre en bas) et Jianshanopodia (en haut à droite).

Siberion, Megadictyon et Jianshanopodia sont regroupés taxonomiquement par certaines études sous le nom de Siberiida, ou de siberidés. Ce sont généralement de grands xenusides (longueur entre 7 et 22 centimètres) au tronc large, aux lobopodes robustes sans trace de griffes et, de façon plus marquante, avec une paire de robustes appendices frontaux. À l'exception de Siberion, ils ont aussi des glandes digestives comme celles des lobopodiens à branchies et des premiers euarthropodes,. Leur anatomie représente des formes de transition entre les xénusides typiques et les lobopodiens à branchies, ce qui les place finalement dans la position la plus basale du groupe-racine des arthropodes,,,.

## Paléoécologie

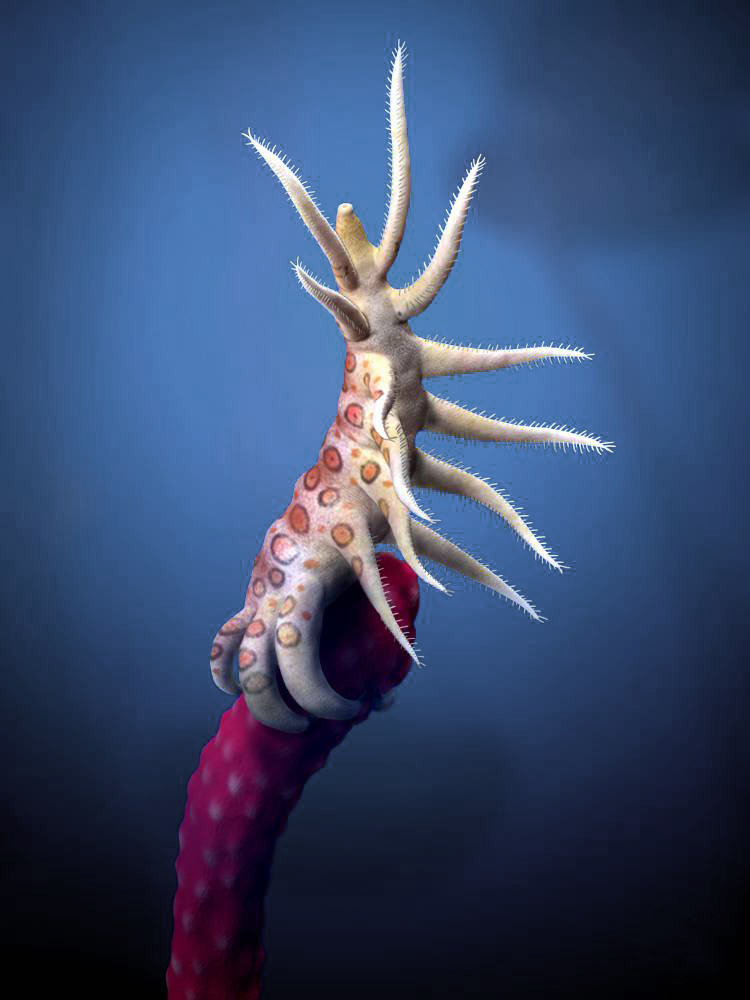
Restitution paléoartistique d'un lobopodien filtreur, Ovatiovermis cribratus, montrant son utilisation de ses 6 paires de lobopodes antérieurs pour capter des particules nutritives, et des 3 postérieures pour s'accrocher.

Les lobopodiens peuvent avoir occupé un grand nombre de niches écologiques. Bien que la plupart aient des appendices indifférenciés et un intestin droit, ce qui suggère un mode de vie de simples filtreurs de sédiments, les glandes digestives complexes et la grande taille des lobopodiens à branchies leur permettaient de consommer des aliments plus gros, et leurs appendices frontaux robustes suggèrent même un mode de vie prédateur,. D'un autre côté, les luolishaniides comme Luolishania et Ovatiovermis ont des lobopodes plumeux complexes qui formaient sans doute des « paniers » pour filtrer les particules en suspension,. Les lobopodes terminés par des griffes courbes peuvent avoir donné à leurs possesseurs la capacité de grimper sur leur environnement.
On connait peu de choses de la physiologie des lobopodiens. Certains éléments suggèrent qu'ils muaient comme les autres ecdysozoaires, mais le contour et l'ornementation de leurs sclérites ne changeaient pas durant l'ontogenèse. La structure semblable à des branchies des palettes des lobopodiens à branchies et les extensions ramifiées des lobopodes de Jianshanopodia peuvent avoir joué un rôle respiratoire  (branchies),. Pambdelurion pourrait avoir contrôlé le mouvement de ses lobopodes d'une manière similaire à celle des onychophores.

## Distribution
Au Cambrien, les lobopodiens présentent un degré de biodiversité significatif. On connaît une espèce pour l'Ordovicien, une pour le Silurien,, et un peu plus au Carbonifère (Mazon Creek) — ce qui traduit la rareté des Lagerstätten exceptionnels dans les dépôts post-Cambrien.

## Phylogénie
L'interprétation générale de la phylogénie des lobopodiens a changé radicalement au cours des décennies. Cette réorganisation n'est pas seulement basée sur de nouvelles preuves fossiles, mais aussi sur de nouvelles informations embryologiques, neuroanatomiques et génomiques (expression génétique, phylogénomique) obtenues à partir de taxons de  panarthropodes existants,,.
Les lobopodiens étaient traditionnellement considérés comme un groupe d'onychophores paléozoïques, sur la base de leur morphologie apparemment proche (par exemple leur cuticule annelée et leurs appendices lobopodes munis de griffes),,,. Cette interprétation a été remise en question après la découverte de lobopodiens avec des caractères d'arthropodes et de tardigrades, qui suggère que les similarités entre les lobopodiens et les onychophores sont des traits ancestraux des panarthropodes (plésiomorphies) plutôt que des traits exclusivement propres aux onychophores (synapomorphies). Le paléontologiste britannique Graham Budd considère par exemple les lobopodiens comme un niveau basal d'où seraient issus les embranchements des onychophores et des arthropodes, Aysheaia possédant un pan d'organisation comparable au plan d'organisation ancestral et des formes comme  Kerygmachela et Pambdelurion représentant une transition conduisant à celui des arthropodes par l'intermédiaire des dinocaridides. L'ornementation de surface d’Aysheaia, si elle est homologue des sclérites des paléoscolecides (en), peut représenter un lien qui le relie au groupe Cycloneuralia. De nombreuses études ont suivi et développé cette idée, admettant généralement que les trois embranchements de panarthropodes ont des lobopodiens parmi leurs ancêtres,,,,,. Les lobopodiens seraient donc paraphylétiques et comprendraient le dernier ancêtre commun des arthropodes, des onychophores et des tardigrades.

### Comme groupe-racine des arthropodes
Comparé aux autres groupes-racines des panarthropodes, la suggestion de membres lobopodiens du  groupe-racine des arthropodes est relativement cohérente — des siberides comme Megadictyon et Jianshanopodia occupant la position la plus basale, puis les lobopodiens à branchies Pambdelurion et Kerygmachela et finalement un clade composé d’Opabinia, des radiodontes (en) et des euarthropodes (groupe-couronne des arthropodes),,,,,,. Leurs positions au sein du groupe-racine des arthropodes sont indiquées par de nombreux caractères de base communs et formes intermédiaires (par exemple des glandes digestives de type arthropode, des appendices frontaux de type radiodonte et des structures  appendiculaires dorso-ventrales liées aux appendices biramés des arthropodes),. L'origine lobopodienne des arthropodes est aussi par des études génomiques des taxons actuels — l'expression génétique soutient l'homologie des appendices des arthropodes et des lobopodes des onychophores, ce qui suggère que les appendices segmentés modernes ont évolué à partir des lobopodes annelés, les appendices multi-segmentés des euarthropodes basaux éteints (par exemple les fuxianhuides (en)) constituant peut-être une forme intermédiaire. D'autre part, les antennes primaires et les appendices frontaux des lobopodiens et des dinocaridides pourraient être homologues du complexe labrum/hypostome des euarthropodes, une idée renforcée par leur commune origine protocérébrale,, et le mode de développement du labrum des arthropodes actuels,.

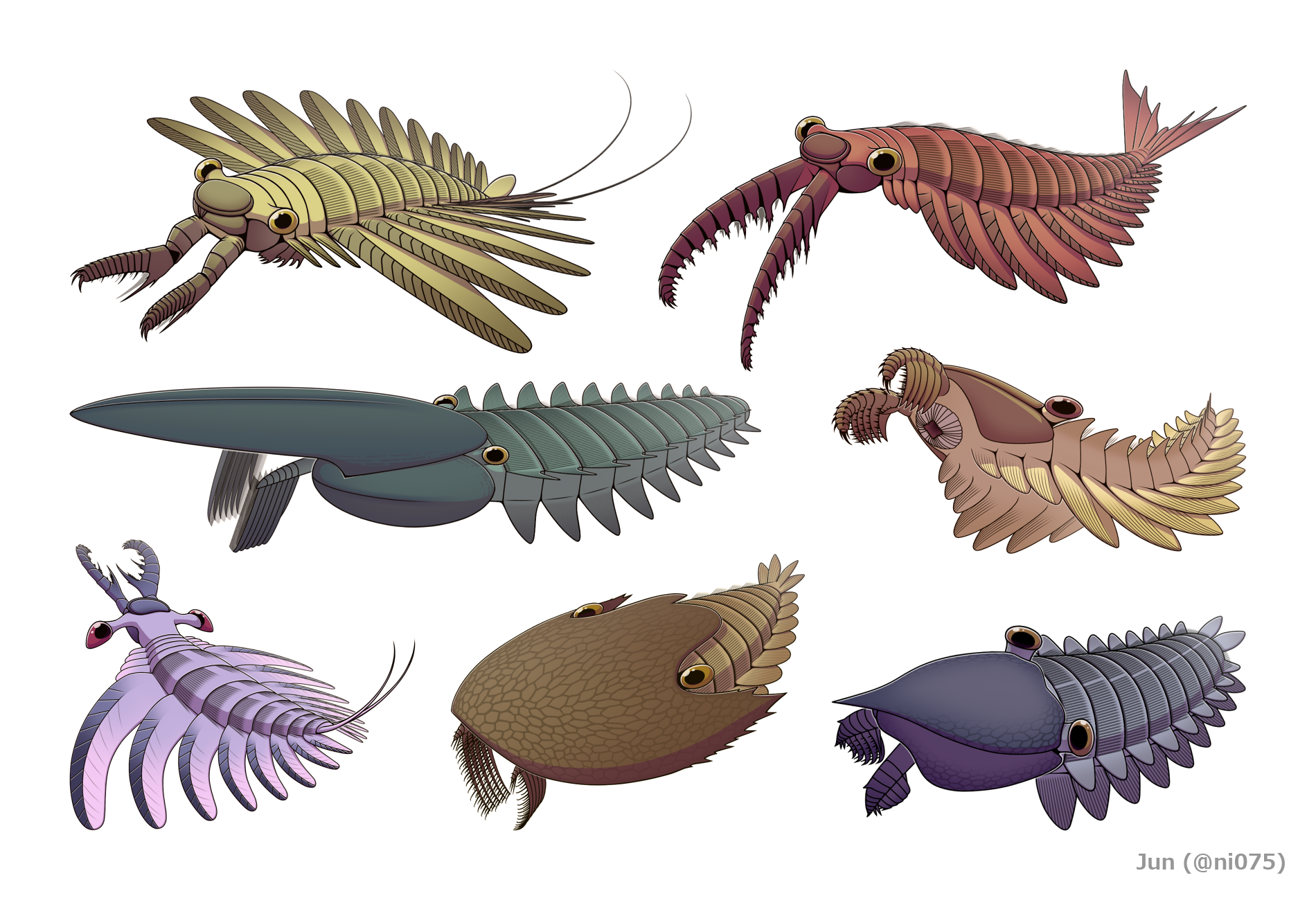
Les radiodontes (en) sont un groupe-racine des arthropodes possédant des palettes corporelles, des appendices frontaux arthropodisés et des yeux composés sur pédoncule.
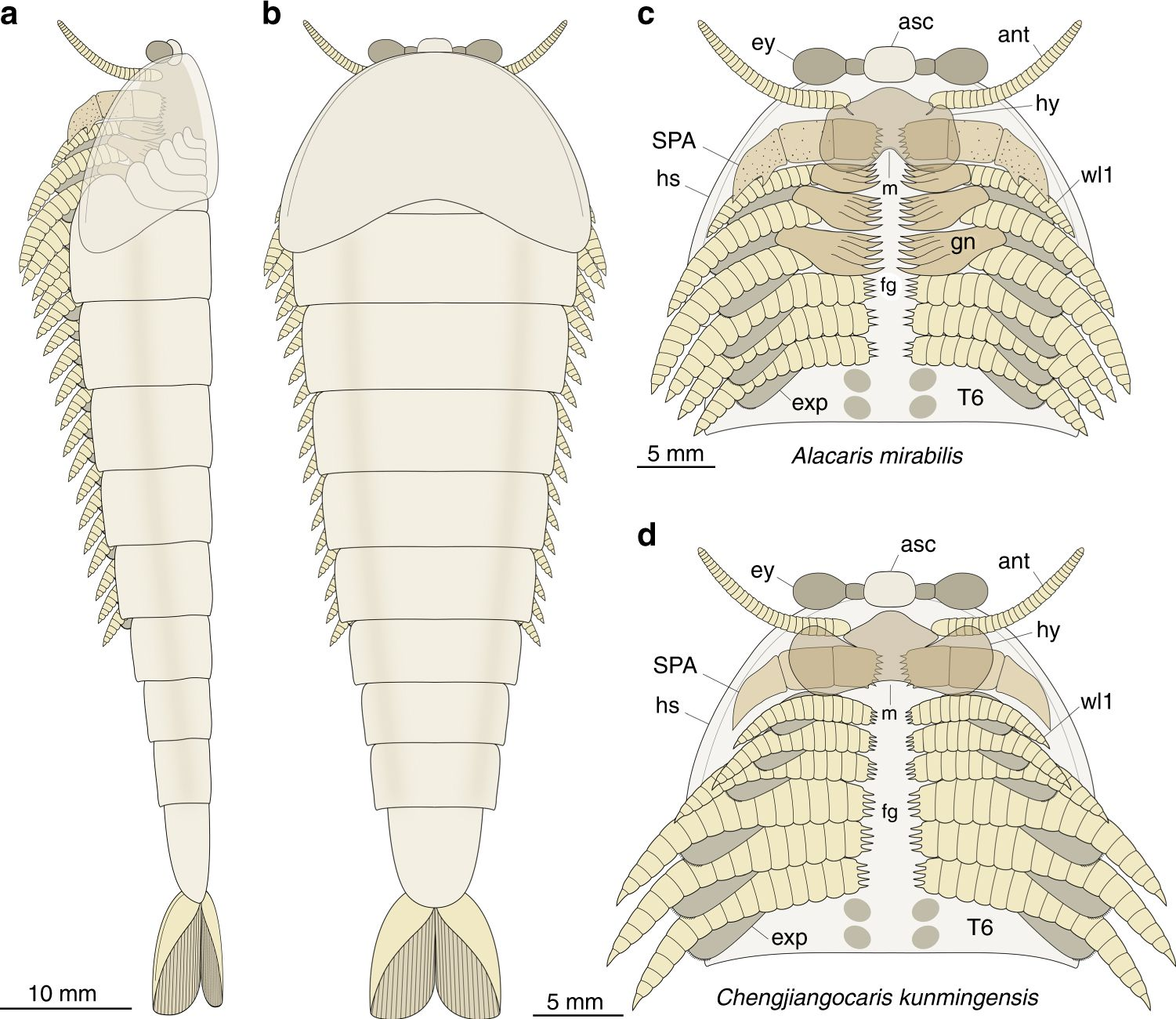
Les membres multisegmentés des fuxianhuides (en) pourraient représenter une forme intermédiaire entre les lobopodes et les appendices des arthropodes modernes.

Diania, un genre de lobopodiens cuirassés avec des pattes robustes et épineuses, était à l'origine associé au groupe-racine des arthropodes sur la base de ses appendices apparemment arthropodisés. Cette interprétation est cependant questionnable, dans la mesure où les données de la description originale ne sont pas cohérentes avec les relations phylogénétiques supposées,. Un réexamen plus tardif a même révélé que l'arthropodisation supposée des pattes de Diania était une mauvaise interprétation — bien que leurs épines puissent avoir été dures, le reste de la cuticule des pattes de Diania était mou (ni durci, ni sclérotisé), sans aucune trace de pivot ni de membrane arthrodiale, ce qui suggère que ces pattes sont des lobopodes avec seulement des anneaux largement espacés,. Le réexamen rejette donc finalement les preuves d'arthropodisation des appendices (sclérotisation, segmentation et articulation), ainsi que la relation fondamentale entre Diania et les arthropodes,.

### Comme groupe-racine des onychophores

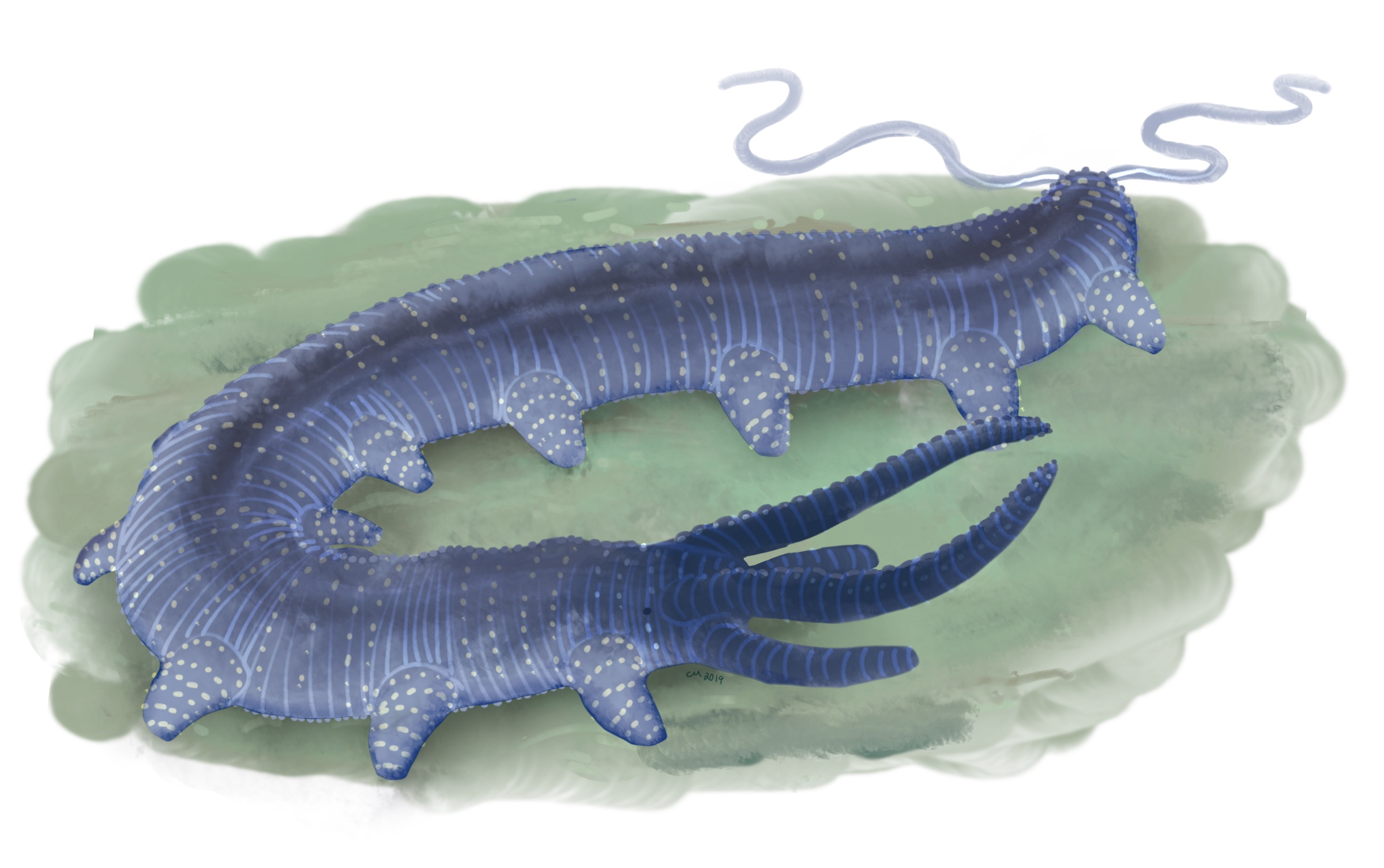
Antennacanthopodia gracilis, un lobopodien proposé comme faisant partie du groupe-racine des onychophores.

Si Antennacanthopodia est largement accepté comme membre du groupe-racine des onychophores,,,, la position d'autres genres de xenusides auparavant considérés comme liés aux onychophores est controversée — des études plus récentes suggèrent qu'ils appartiennent, soit au groupe-racine des onychophores,,, soit aux panarthropodes basaux,, avec quelques espèces occasionnellement proposées comme appartenant au groupe-racine des tardigrades et/ou à celui des panarthropodes,. Une étude de 2014 suggère qu’Hallucigenia fait partie du groupe-racine des onychophores, sur la base de ses griffes, dont les structures internes superposées ressemblent à celles d'un onychophore actuel. Cette interprétation a été remise en cause par des études plus récentes, ces structures pouvant représenter un trait ancestral des panarthropodes.

### Comme groupe-racine des tardigrades
Les taxons lobobodiens du groupe-racine des tardigrades ne sont pas clairs. Aysheaia, ou Onychodictyon ferox, ont été suggérés comme membres possibles. Il y a même eu des suggestions (pas généralement acceptées) que Tardigrada lui-même représente la branche la plus basale des panarthropodes, ou se rattache au groupe-racine des arthropodes.

### Comme groupe-racine des panarthropodes
On ne sait pas bien quels lobopodiens représentent des membres du groupe-racine des panarthropodes, ni lesquels se branchent juste avant le dernier ancêtre commun des embranchements de panarthropodes actuels. Aysheaia pourrait avoir occupé cette position, si l'on en juge par sa morphologie apparemment basale,,, mais d'autres études suggèrent plutôt les luolishanides et les hallucigenides,, deux taxons de lobopodiens qui ont été aussi classés comme membres du groupe-racine des onychophores,,.

## Genres décrits

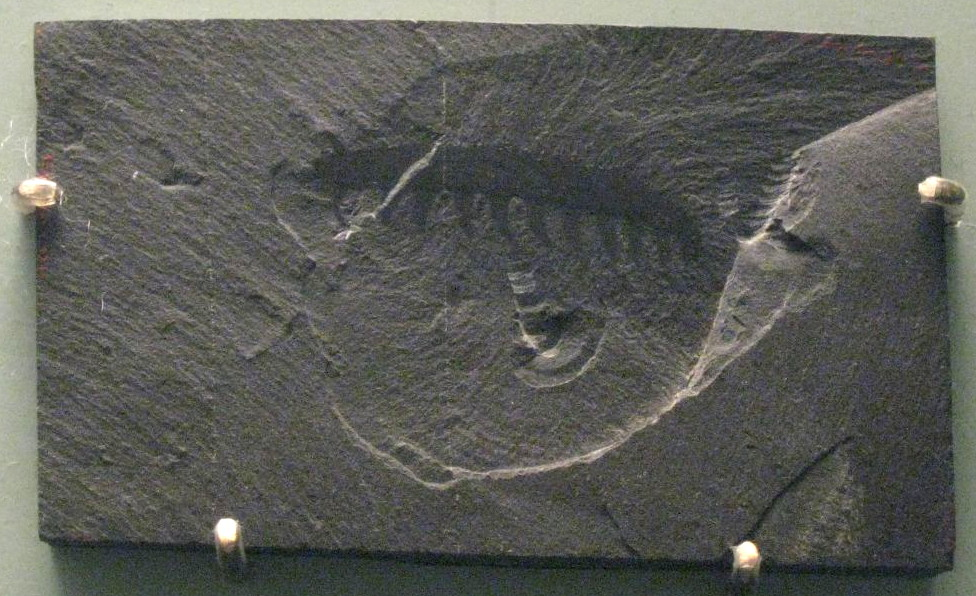
Fossile d’Aysheaia pedunculata.
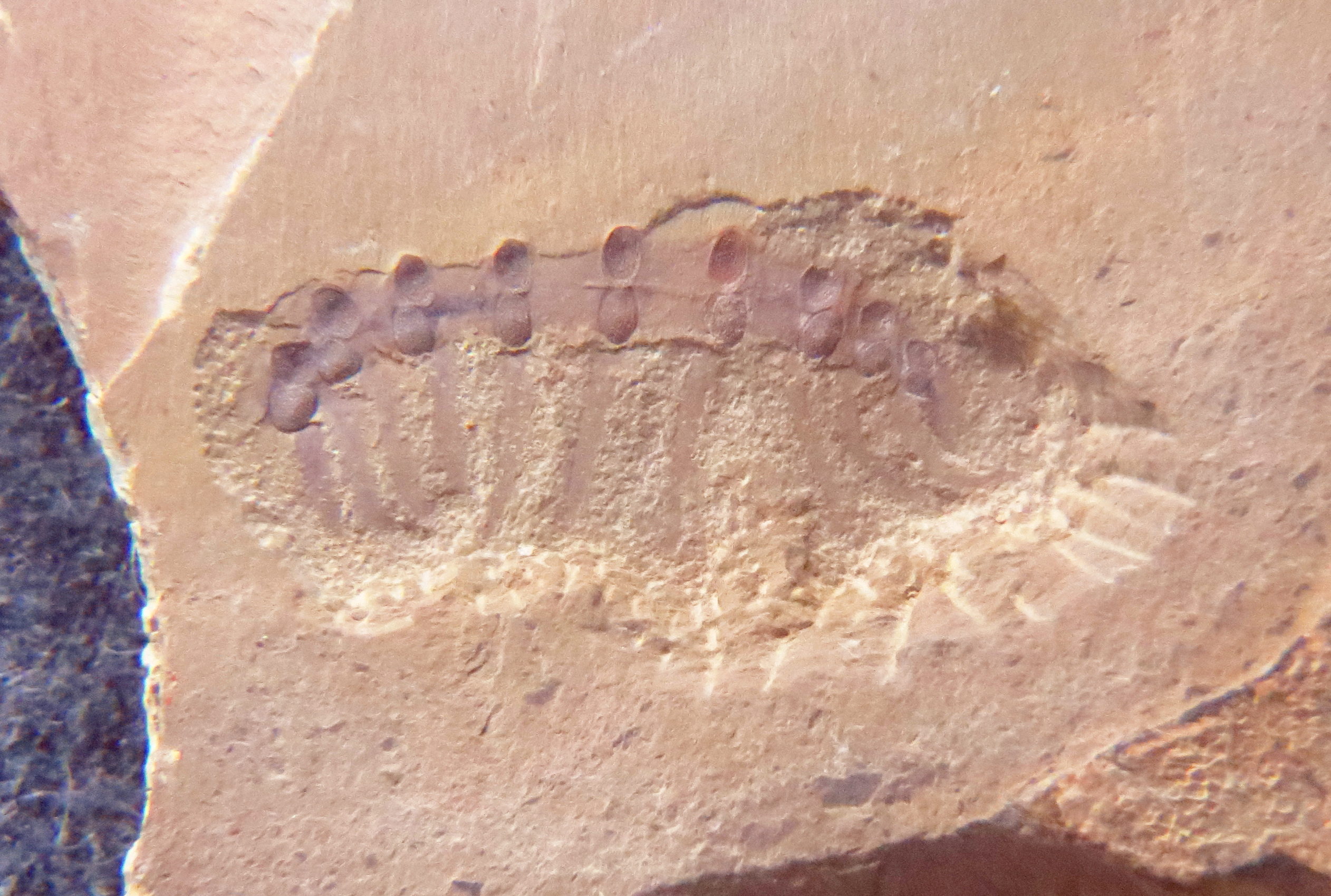
Fossile de Microdictyon sp.
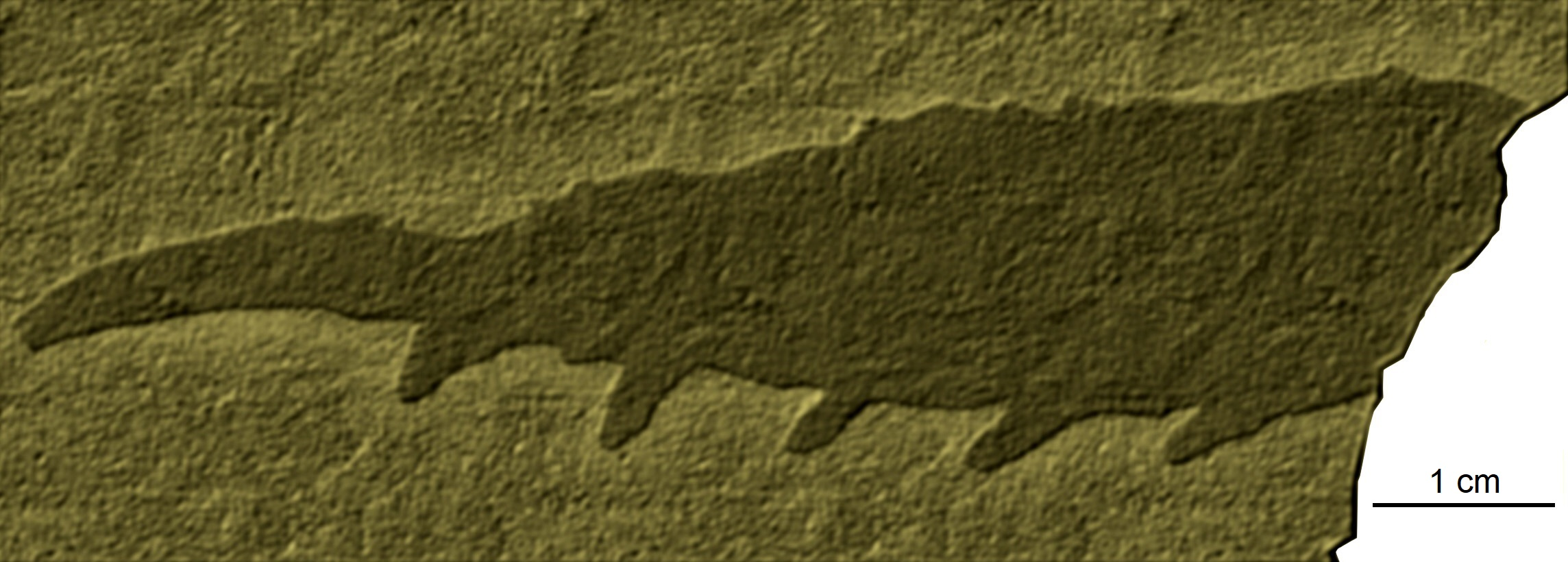
Fossile de Mureropodia apae, qui est peut-être en fait l'appendice frontal de  Caryosyntrips (en) camurus.
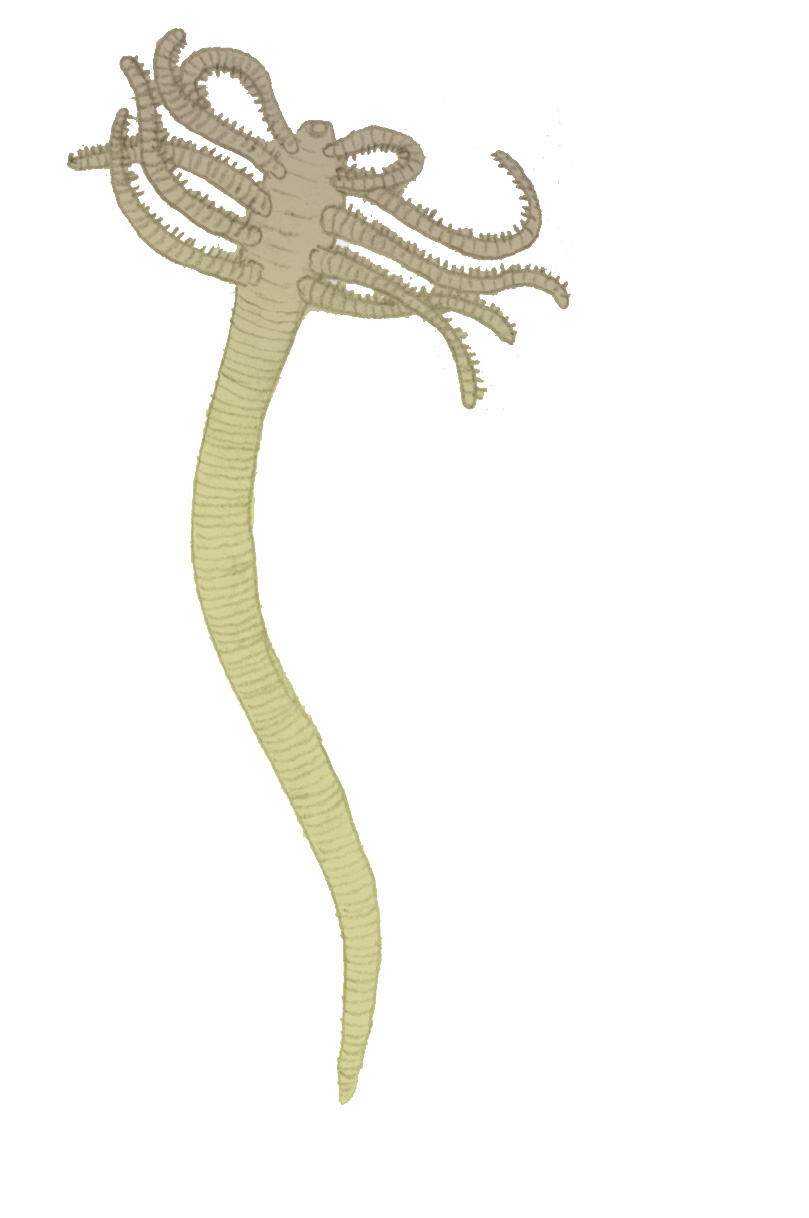
Reconstitution de Facivermis, un lobopodien inhabituel sans lobopodes postérieurs.

En 2018, plus de 20 genres de lobopodiens avaient été décrits. Les fossiles décrits sous les noms de Mureropodia (en) apae et Aysheaia prolata sont respectivement considérés comme des appendices frontaux désarticulés  des radiodontes (en) Caryosyntrips (en) et Stanleycaris,,. Certains auteurs ont suggéré que Miraluolishania (en) est synonyme de Luolishania,. L'énigmatique Facivermis s'est révélé un genre de lobopodien luolishanide hautement spécialisé,,.
- Antennacanthopodia
- Aysheaia
- Carbotubulus
- Cardiodictyon (en)
- Collinsium (en)
- Collinsovermis[61]
- Diania
- Facivermis
- Hadranax (en)
- Hallucigenia
- Jianshanopodia
- Kerygmachela
- Lenisambulatrix
- Luolishania
- Megadictyon
- Microdictyon
- Miraluolishania (en) (= Luolishania ?)
- Onychodictyon
- Orstenotubulus (en)
- Ovatiovermis
- Pambdelurion
- Paucipodia
- Siberion
- Thanahita
- Tritonychus (en)
- Xenusion (en)